# Gare d'Audun-le-Roman
Ne doit pas être confondu avec Gare d'Audun-le-Tiche.
La gare d'Audun-le-Roman est une gare ferroviaire française de la ligne de Mohon à Thionville située sur le territoire de la commune d'Audun-le-Roman dans le département de Meurthe-et-Moselle, en région Grand Est.
C'est une halte de voyageurs de la Société nationale des chemins de fer français (SNCF), desservie par des trains TER Grand Est.

## Situation ferroviaire
Établie à 336 m d'altitude, la gare d'Audun-le-Roman est située au point kilométrique (PK) 252,905 de la ligne de Mohon à Thionville, entre les gares ouvertes de Longuyon et de Hayange. C'est une ancienne gare de bifurcation avec la ligne de Valleroy-Moineville à Villerupt-Micheville (fermée), entre les haltes de Sancy et Serrouville, et de la ligne de Baroncourt à Audun-le-Roman (fermée), après la halte d'Anderny.

## Histoire
La gare se trouve sur la dernière portion de la ligne de Mohon à Thionville, ouverte de Pierrepont à Thionville, le 25 avril 1863.
Audun-le-Roman, gare frontière du temps de l'occupation allemande de l'Alsace-Lorraine, était au centre d'une étoile ferroviaire et était également reliée à Longwy par Hussigny-Godbrange, à Baroncourt et à Conflans - Jarny par Briey et Valleroy - Moineville. Ses 27 voies principales et de garages en ont fait un nœud important de transit des trains issus des différentes entités sidérurgiques du Pays-Haut.
Son bâtiment voyageurs, qui comportait aussi des installations pour la douane, fit partie des nombreux bâtiments incendiés par les Allemands à Audun-le-Roman en 1914.

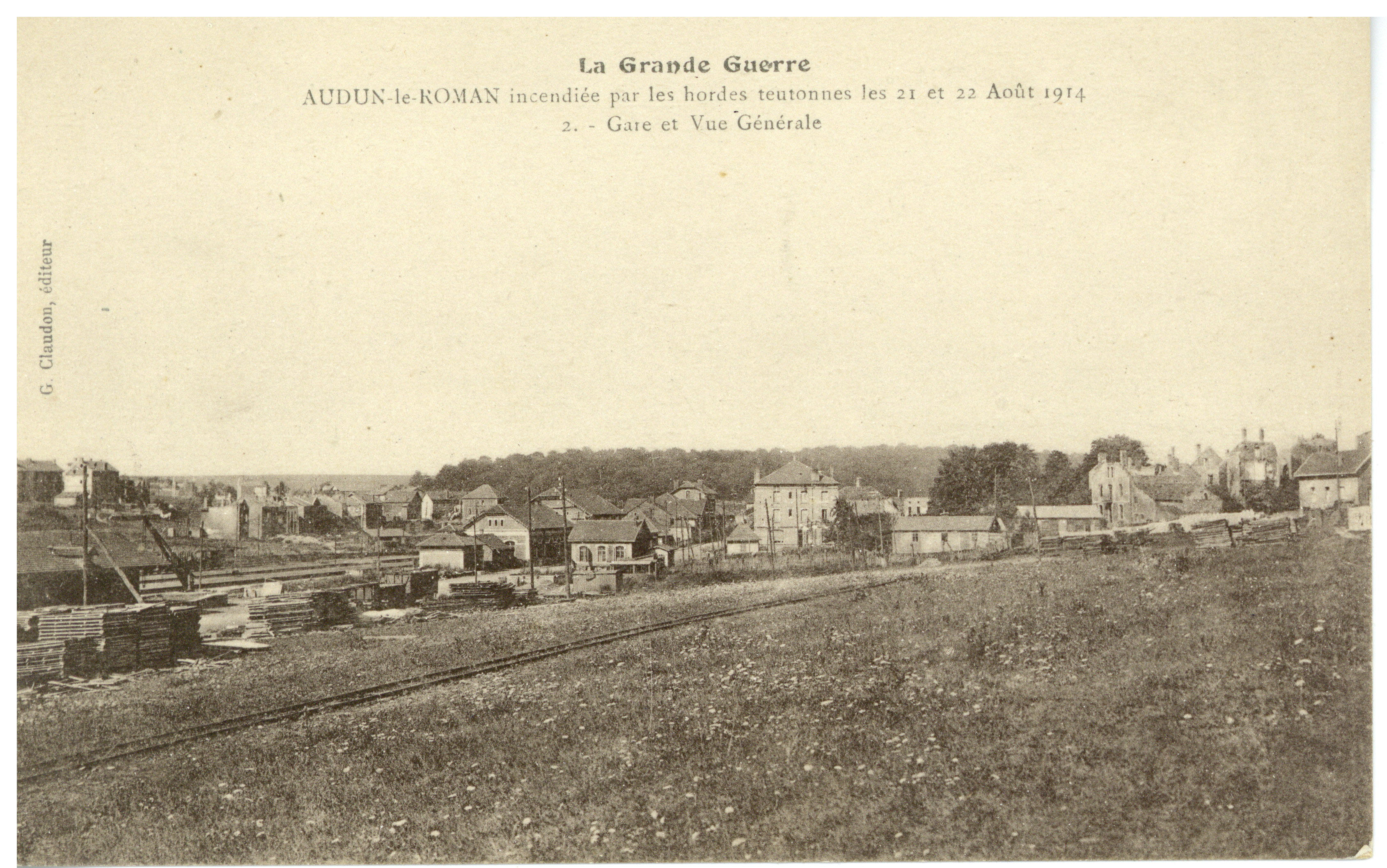
Audun-le-Roman incendiée par les hordes teutonnes les 21 et 22 Août 1914. Gare et vue générale.

Une nouvelle gare fut construite par les Allemands pendant la guerre, il s'agit d'un bâtiment allongé sous toiture à demi-croupes constitué de deux parties : une de six travées à un étage et une de cinq travées à un étage et-demie.
Après la Première Guerre, ce bâtiment est remanié en ne conservant que sept travées du premier étage et en réalisant une salle d'attente monumentale, plus large côté rue, surmontée par une large baie en demi-lune.
Après l'électrification de la ligne, une nouvelle gare fut construite tandis que l'ancien bâtiment reste utilisé pour des fonctions annexes, les deux bâtiments cohabitent toujours à l'heure actuelle mais seul le plus récent est ouvert aux voyageurs.

## Fréquentation
De 2015 à 2024, selon les estimations de la SNCF, la fréquentation annuelle de la gare s'élève aux nombres indiqués dans le tableau ci-dessous.
| Année     | 2015   | 2016  | 2017  | 2018  | 2019  | 2020  | 2021  | 2022  | 2023  | 2024  |
| --------- | ------ | ----- | ----- | ----- | ----- | ----- | ----- | ----- | ----- | ----- |
| Voyageurs | 10 122 | 7 155 | 6 641 | 4 803 | 6 265 | 4 600 | 5 934 | 5 238 | 7 728 | 5 167 |

## Service des voyageurs

### Accueil
Halte SNCF, c'est un point d'arrêt non géré (PANG) à accès libre.

### Desserte
Audun-le-Roman est desservie par les trains TER Grand Est, qui effectuent des missions entre les gares de Longwy et de Thionville.

### Intermodalité
Le stationnement des véhicules est possible à proximité. Elle est desservie par des autocars TER Grand Est (ligne de Longuyon à Montmédy et Longwy).